# Afgooye
Afgooye er en by i Shabeellaha Hoose-provinsen i det sydlige Somalia, og ligger cirka 25 kilometer vest for Somalias hovedstad Mogadishu. Floden Shabeelle løber gennem byen.